# Ніколь Перлман
Ніколь Перлман (англ. Nicole Perlman) — американська сценаристка. Авторка первинного сценарію для «Вартових галактики».

## Біографія
Перлман виросла в Боулдері, штат Колорадо. Вивчала кіно і драматичне мистецтво в Школі мистецтв Тіша, яку закінчила в 2003 році.
У квітні 2015 року було оголошено, що Перлман напише сценарій для фільму «Капітан Марвел».
У січні 2016 року Перлман оголосила, що вона пише продовження «Лабіринту».

## Фільмографія
| Рік  | Назва                    | Сценарист   | Продюсер | Примітки                              |
| ---- | ------------------------ | ----------- | -------- | ------------------------------------- |
| 2011 | Тор                      | Консультант | Ні       |                                       |
| 2014 | Вартові галактики        | Так         | Ні       |                                       |
| 2017 | Raising a Rukus          | Так         | Так      | короткометражний фільм                |
| 2018 | The Slows                | Так         | Ні       | короткометражний фільм, також режисер |
| 2019 | Капітан Марвел           | Так         | Ні       |                                       |
| 2019 | Покемон. Детектив Пікачу | Так         | Ні       |                                       |